# 追兇500天
《追兇500天》（英語：Kill for Love）是一部於2020上映的電視劇，七十六号原子出品的第三號作品，為台灣大哥大MyVideo共同出品的首部女性心理犯罪迷你影集，是一部關於「愛」的故事，電影改編自臺灣社會案件，由蔡怡芬自編自導，主要演員為莫子儀、黃瀞怡（小薫）、程予希、林暉閔，於2019年開拍，2020年4月29日在MOMO追劇台播出，2020年8月28日起在MyVideo上架。

## 播出時間

### 首播
| 頻道       | 所在地 | 播映日期      | 播出時間             |
| ---------- | ------ | ------------- | -------------------- |
| MOMO追劇台 | 臺灣   | 2020年4月29日 | 星期四 21:00 - 22:45 |

### 網路平台
| 頻道    | 所在地 | 播映日期      | 播出時間 |
| ------- | ------ | ------------- | -------- |
| MyVideo | 臺灣   | 2020年8月28日 |          |

## 故事大綱
阿強是分局偵查隊破案率最高的小隊⻑，他個性偏執，有話直說，觀察力記憶力一流，卻有情緒失控的問題，他把所有時間都留給工作，結婚4年的老婆小涵受不了他經常性的把家裡當旅館，堅持離婚。
在這時候，阿強接到一個案子：一年前，經營上鈿簡餐咖啡的老闆阿力離家後再也沒回來，隨身攜帶的相機包被人發現在淡水海邊，報案的妻子美茹表示阿力有憂鬱症，擔心他尋短，婆婆華姐卻判斷阿力不會自殺。
這個案件到底是自殺？還是謀殺？如果是謀殺的話，兇手又會是誰呢？

## 演員列表
| 演員   | 角色            | 介紹 |
| ------ | --------------- | --- |
| 莫子儀 | 郭偉強 （阿強） | 男，38歲。警專畢業，分局偵查隊小隊，觀察力，記憶力強，講話耿直犀利。辦案能力很強，而成了局裡最年輕的小隊⻑。與小涵結婚四年，有一個兒子。 阿強將多數時間投注在工作上而冷落家庭，有時候甚至會情緒失控，導致老婆受不了帶著小孩離去，變得頹廢消沈，心理影響生理，導致右手手臂時酸麻，無法高舉、抓握，對工作產生無力，甚至萌生退意。 |
| 黃瀞怡 | 林美茹          | 女，30歲。商專會計科畢業，美豔動人，活潑大方，能言善道，異性緣很好，很懂著釋放女性魅力。 小時候被精神有問題的母親家暴，身體有大面積燙傷痕跡，對生存環境有強烈的不安和陰影，非常渴望金錢和穩定生活。和先生阿力婚後經營平價上鈿簡餐咖啡，善於交際，負責在櫃檯接待客人。                                                           |
| 程予希 | 王凱蒂（K）     | 女，32歲。分局偵查佐，剛從派出所調來支援，很想加入偵查隊。 阿強警察學校學妹，心腸很好，卻有點木訥、耿直，大辣辣帥氣女漢子，講話嗆直連珠炮，活潑有勁，行動力強，做事積極認真。 |
| 林暉閔 | 林家勳          | 男，18歲，美茹的弟弟。 亞斯伯格症候群，不喜歡說話，很喜歡寫字，把內心的想法用文字表達出來，運動細胞發達，喜歡打籃球，做出重複性規律動作。 姊姊美茹是他的全部，願意為姊姊付出一切。 |
| 蔡承邑 | 莊凱力 （阿力） | 男，38歲，美茹的丈夫/華姐的兒子。 大學餐飲系畢業，手藝很好但不善交際，踏實內向壓抑，卻有黑暗面。喜歡拍照，也喜歡網路遊戲，靠喝酒解悶。有憂鬱症和暴力傾向。 |
| 柯朋宇 | 曾俊光 （小光） | 男，29歲，美茹第一任男友。 復興美工畢業，幫室內設計師監工。熱情活潑，衝動善妒，講話浮誇，懂得花言巧語討女人歡心。小時候家裡開賭場，長大後也染上惡習。 |
| 高山峰 | 沈威（老沈）    | 男，48歲，美茹第二任男友。 食材公司業務副總，已婚，有一個七歲兒子，總是一身超級名牌，本來混過黑道的他世故海派，城府很深，強勢霸氣。愛喝紅酒，很懂酒，女人很多。 |
| 胡廣雯 | 林書涵 （小涵） | 女，33歲，阿強的妻子，凱蒂的表姊。 美麗嫻淑，本有機會當檢察官，婚後為了照顧小孩，轉公務員工作。 |
| 張百惠 | 華姐            | 56歲，阿力的母親。 中醫診所資深櫃檯。老練沈著，卻有心事藏在心裡。寵愛兒子，深信兒子阿力不是單純的失蹤，在他消失後，辭職到街上發傳單找人。 |
| 王淮仲 | 約翰            | 小涵的追求者。 |
| 陶雨隆 | 郭銘宇 （小宇） | 阿強和小涵的兒子，患有聽力的問題。 |
| 徐欣妍 | Miho            | 阿力的網友，做內場。 |
| 姜冪   | 王麗婷 （大眼） | 阿力的網友，做外場。 |

## 製作團隊
- 出品方：七十六号原子、台灣大哥大MyVideo、偶數創意工作室
- 製作公司：偶數創意工作室
- 出品人：楊志光
- 監製：陳寶旭、潘心慧
- 編劇：蔡怡芬
- 導演：蔡怡芬
- 聯合導演：王盼雲
- 製作統籌：許菱芳
- 策劃製片：廖佩玲
- 製作協調：廖御丞
- 製片：傅崑閔
- 攝影：趙冠衡
- 燈光：莊宏彬
- 美術：羅文璟
- 剪輯：蘇珮儀

## 獎項
| 年度   | 大獎                  | 獎項                         | 入圍者        | 結果 |
| ------ | --------------------- | ---------------------------- | ------------- | ---- |
| 2020年 | 第55屆金鐘獎          | 迷你劇集／電視電影男主角獎   | 莫子儀        | 提名 |
| 2020年 | 第55屆金鐘獎          | 迷你劇集／電視電影女主角獎   | 黃瀞怡        | 提名 |
| 2021年 | 第25屆亞洲電視大獎    | 最佳單集戲劇及電視電影獎     | 《追兇500天》 | 提名 |
| 2021年 | 第25屆亞洲電視大獎    | 最佳原創數位戲劇劇集獎       | 《追兇500天》 | 提名 |
| 2021年 | 第25屆亞洲電視大獎    | 最佳女主角獎－數位類         | 黃瀞怡        | 提名 |
| 2021年 | 第2屆內容亞洲大獎     | 最佳亞洲劇情片或電視電影     | 《追兇500天》 | 獲獎 |
| 2021年 | 第2屆內容亞洲大獎     | 最佳電視節目男主角           | 莫子儀        | 提名 |
| 2021年 | 第2屆內容亞洲大獎     | 最佳電視節目女主角           | 黃瀞怡        | 提名 |
| 2021年 | 第4屆亞洲影藝創意大獎 | 最佳串流／OTT原創節目        | 《追兇500天》 | 提名 |
| 2021年 | 第4屆亞洲影藝創意大獎 | 最佳單集戲劇／電視電影／選集 | 《追兇500天》 | 獲獎 |

## 外部連結
- 追兇500天的MyVideo頁面 （页面存档备份，存于）
- 追兇500天的Facebook專頁